# ألبرت سيمونز
ألبرت سيمونز (بالإنجليزية: Albert Simons) هو مهندس معماري أمريكي، ولد في 1890 في تشارلستون في الولايات المتحدة، وتوفي بنفس المكان في 1980.